# SD Worx
Az SD Worx (UCI csapatkód: SDW) hollandiai bázisú női professzionális országúti kerékpáros csapat, 2024-ben WorldTeam besorolással rendelkezik. Az egyik legsikeresebb csapatnak számít a női csapatok között, az UCI pontversenyét hatszor tudták megnyerni. A csapat versenyzői közé tartozik Demi Vollering, Lotte Kopecky, Lorena Wiebes és Marlen Reusser. 2021-ben jelentették be, hogy Magyarország legsikeresebb női kerékpárversenyzője, Vas Kata Blanka a csapathoz igazol.

## Történet
A csapat hosszú időn keresztül Boels–Dolman néven versenyzett és ért el kiemelkedő eredményeket. Ebben az időszakban versenyzői közé tartozott többek között Anna van der Breggen, Lizzie Deignan, Amy Pieters és Chantal van den Broeck-Blaak. A csapat World Tour csapattá válása során ütközött pénzügyi nehézségekbe, miután a szponzorok megszüntették a csapat támogatását. Ezután kötöttek többéves szerződést az SD Worx nevű vállalattal, mely értelmében a csapat névadó szponzorává váltak.

## Keret (2023)
| A csapat versenyzői 2023            | A csapat versenyzői 2023 | A csapat versenyzői 2023          | A csapat versenyzői 2023 |
| Név                                 | Születésnap              | Előző csapat                      |                          |
| ----------------------------------- | ------------------------ | --------------------------------- | ------------------------ |
| Mischa Bredewold                    | 2000. június 20.         | Parkhotel Valkenburg (2022)       |                          |
| Elena Cecchini                      | 1992. május 25.          | Canyon-SRAM Racing (2020)         |                          |
| Niamh Fisher-Black                  | 2000. augusztus 12.      | Équipe Paule Ka (2020)            |                          |
| Sina Frei                           | 1997. július 18.         |                                   |                          |
| Barbara Guarischi                   | 1990. február 10.        | Movistar Team (2022)              |                          |
| Lotte Kopecky                       | 1995. november 10.       | Liv Racing (2021)                 |                          |
| Femke Markus                        | 1996. november 17.       | Parkhotel Valkenburg (2022)       |                          |
| Christine Majerus                   | 1987. február 25.        | Sengers (2013)                    |                          |
| Marlen Reusser                      | 1991. szeptember 20.     | Alé BTC Ljubljana (2021)          |                          |
| Anna Shackley                       | 2001. május 17.          | Breeze (2020)                     |                          |
| Marie Schreiber (márc. 1.–dec. 31.) | 2003. április 17.        | Acrog-Tormans/Balen BC (2023)     |                          |
| Lonneke Uneken                      | 2000. március 2.         | Hitec Products-Birk Sport (2019)  |                          |
| Chantal van den Broek-Blaak         | 1989. október 22.        | Specialized-Lululemon (2014)      |                          |
| Demi Vollering                      | 1996. november 15.       | Parkhotel Valkenburg (2020)       |                          |
| Vas Kata Blanka                     | 2001. szeptember 3.      | Doltcini-Van Eyck-Proximus (2021) |                          |
| Lorena Wiebes                       | 1999. március 17.        | Team DSM (2022)                   |                          |
|                                     |                          |                                   |                          |
| Forrás: ProCyclingStats             |                          |                                   |                          |

## Forrás
Hivatalos weboldal 